# Prasocuris junci
Prasocuris junci är en skalbaggsart som först beskrevs av Nikolaus Joseph Brahm 1790.  Prasocuris junci ingår i släktet Prasocuris, och familjen bladbaggar. Arten är reproducerande i Sverige.

## Bildgalleri

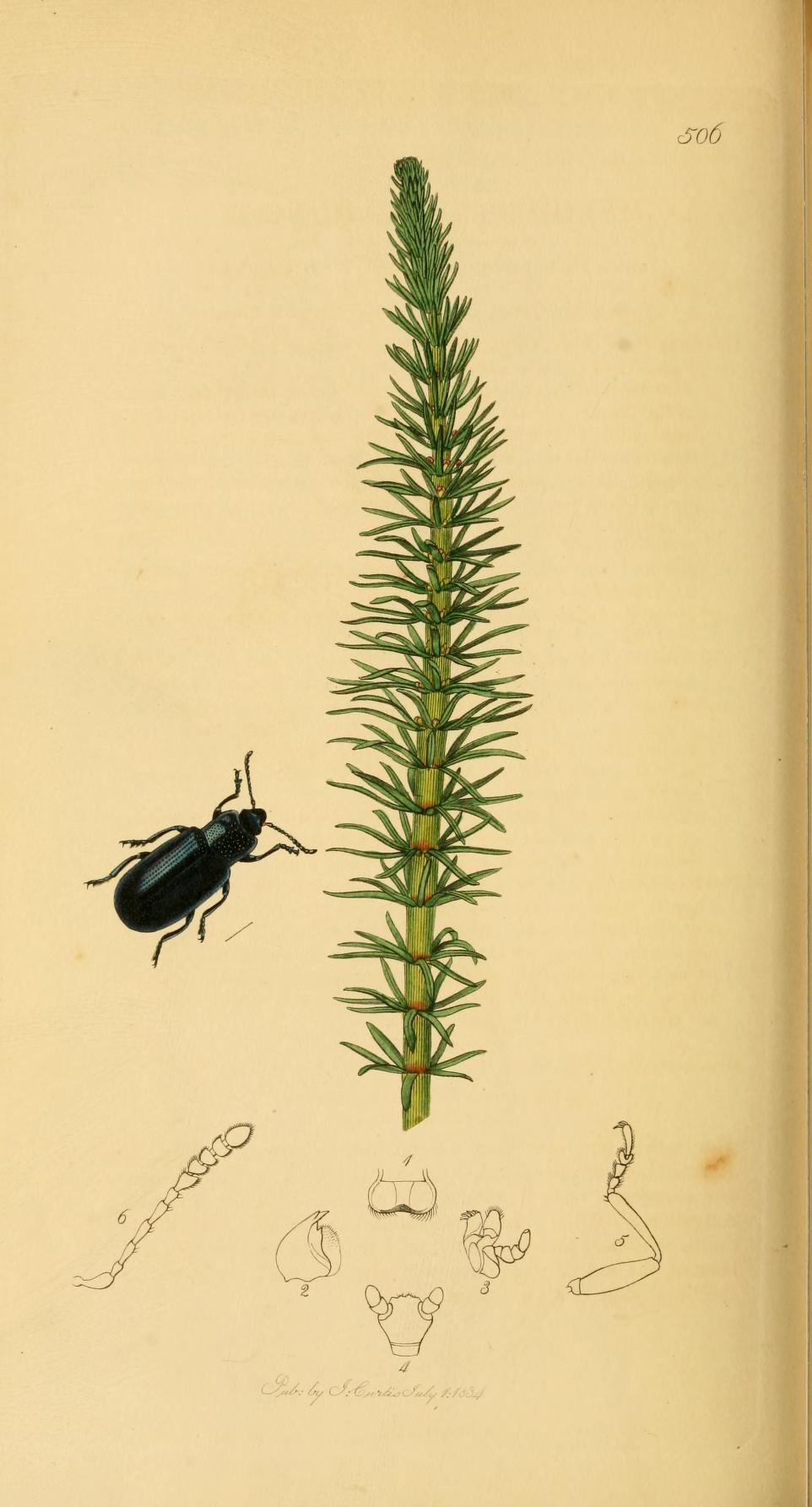